# Vladimir Torbica
Vladimir Torbica (in serbo Владимир Торбица?; Sombor, 20 settembre 1980) è un allenatore di calcio ed ex calciatore serbo, di ruolo centrocampista.